# 戴子佐
戴子佐（？年—？年），重慶府巴縣人，由廩生遵豫工事例報捐，乾隆三十七年七月署四川順慶府岳池縣訓導。是一位政治人物，明清時曾在四川順慶府岳池縣（位於今四川東北部，武周萬歲通天二年分南充、相如二縣置，是一個千年古縣）擔任官吏。